# Muséum de Besançon
 (octobre 2012).
Si vous disposez d'ouvrages ou d'articles de référence ou si vous connaissez des sites web de qualité traitant du thème abordé ici, merci de compléter l'article en donnant les références utiles à sa vérifiabilité et en les liant à la section « Notes et références ».
 (avril 2024).
- Si vous ne connaissez pas le sujet, laissez ce bandeau (vous pouvez alors contacter les auteurs).
- Si vous supprimez le contenu mis en cause (vous pouvez préalablement contacter les auteurs),

argumentez précisément cette suppression dans la page de discussion
(un manque de référence n'est pas un argument ; une recherche réelle de référence doit avoir été effectuée, être formellement documentée).
 (avril 2024).
Le muséum de Besançon est à la fois un musée d'histoire naturelle et un parc zoologique public, situé dans l'est de la France, au sein de la Citadelle de la commune de Besançon. 
Le parc zoologique est membre permanent de l’Association européenne des zoos et aquariums (EAZA).

## Histoire
La citadelle de Besançon abrite derrière ses murailles le muséum de Besançon. Créé en 1943, installé à la Citadelle depuis 1959 à l’initiative du maire Jean Minjoz, enrichi depuis selon un projet multimodal inspiré du Muséum national d'histoire naturelle, le muséum est un établissement où nombre de collections naturalistes côtoient des secteurs animaliers très variés. Celles-ci se complètent afin d’illustrer la complexité du monde vivant et son utilité. Le public peut y découvrir une grande variété d’espèces animales illustrant parfaitement la biodiversité de tous les continents, avec des mammifères (primates, carnivores, herbivores, rongeurs nocturnes, animaux domestiques), oiseaux, insectes, amphibiens et poissons.

## Les missions du muséum
L’histoire naturelle y est présentée dans six espaces différents : le Jardin zoologique, la « P'tite ferme », l’Insectarium, l’Aquarium, le « Noctarium » et le « Parcours de l’évolution » dont l’objectif est de répondre aux trois grandes missions de ce type d’établissement scientifique : la conservation, la recherche et l’éducation. Comme tous les établissements zoologiques modernes, le muséum de Besançon possède une vocation de conservation des espèces menacées qu'il affirme depuis 1998, année au cours de laquelle il intègre l’Association Européenne des Zoos et Aquariums (EAZA), regroupant les institutions zoologiques selon des critères de qualité de vie des espèces présentées.

## Les espaces du muséum
En 2025, le jardin zoologique et le noctarium compte 39 espèces de mammifères, 21 espèces d'oiseaux, 6 espèces de reptiles et 17 espèces d'amphibiens.

### Le Jardin zoologique
Selon la présentation de l’établissement, environ 550 animaux (60 espèces de mammifères et oiseaux) sont actuellement présentées sur un quart de la citadelle de Besançon. Le « jardin zoologique - muséum de Besançon » participe à la conservation des espèces animales menacées. Les espèces présentées sont sélectionnées pour leur rareté, mais aussi pour l’intérêt de leurs comportements sociaux et leur adaptation au climat. Le muséum de Besançon s’est spécialisé dans la reproduction d’espèces en danger d’extinction, dans le cadre de programmes d’élevages européens ou internationaux (EEP, ESB, SSP).

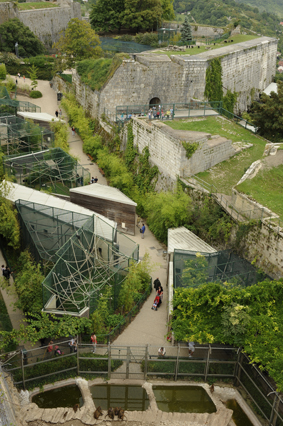
Vue aérienne du Jardin zoologique

#### Les différents espaces du Jardin zoologique

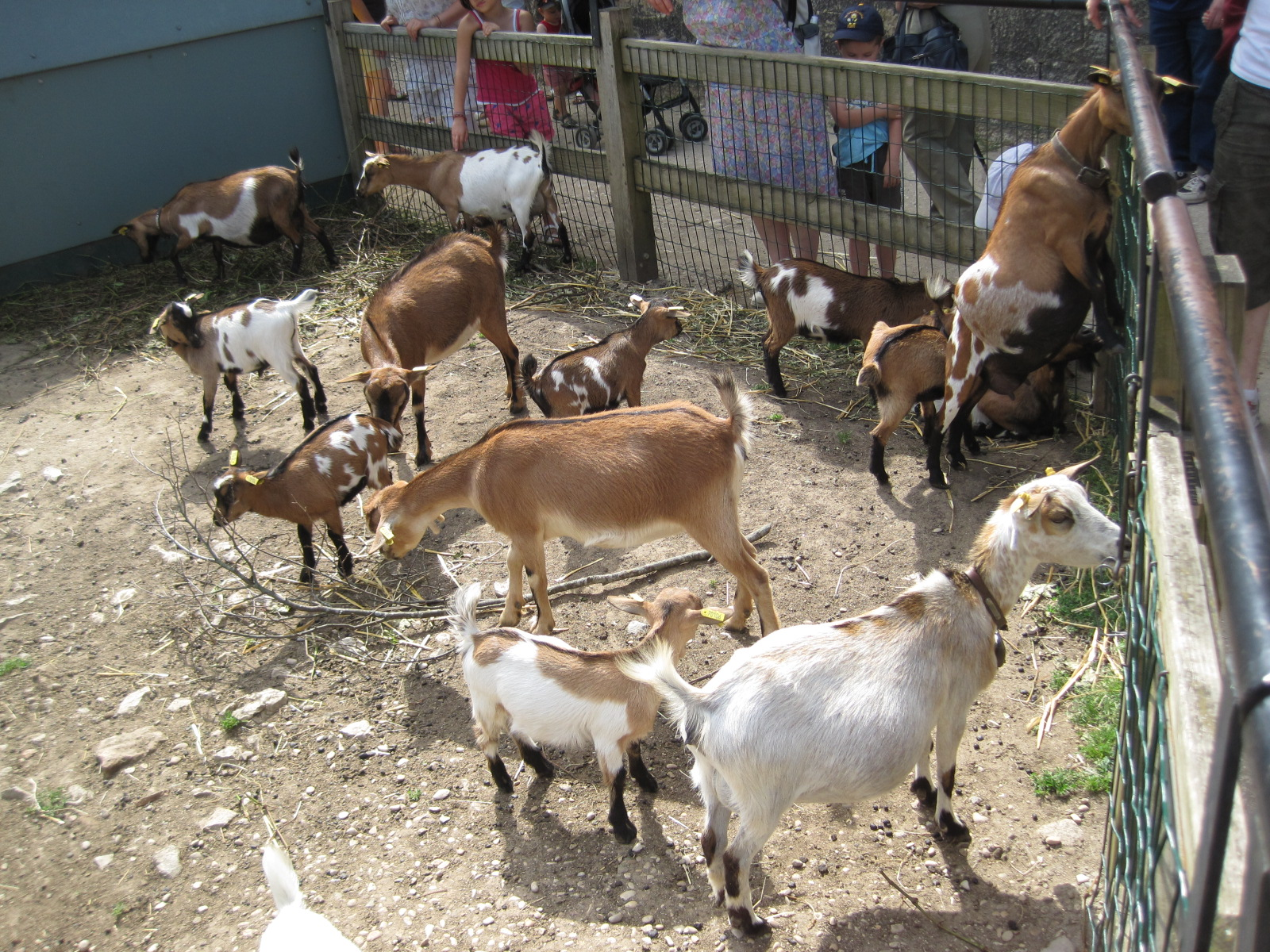
Chèvres naines à la "p'tite ferme"

Le Jardin zoologique est divisé en 3 grands secteurs :
- le secteur des primates, divisé en deux parties, abrite au total 15 espèces : 
  - des singes du nouveau monde c'est-à-dire d'Amérique du Sud (Saïmari à tête noire ; Saki à face blanche ; Tamarin de Goeldi, Tamarin empereur, Tamarin-lion à tête dorée, Tamarin-lion doré, Tamarin pinché ; Titi roux) ;
  - et des lémuriens[6] et singes de l'ancien monde : d'Afrique (Gélada), de Madagascar (Grand hapalémur, Lémur couronné, Propithèque couronné et Vari à ceinture blanche) et d'Asie (Gibbon à favoris roux et Langur de François)

Singes et lémuriens
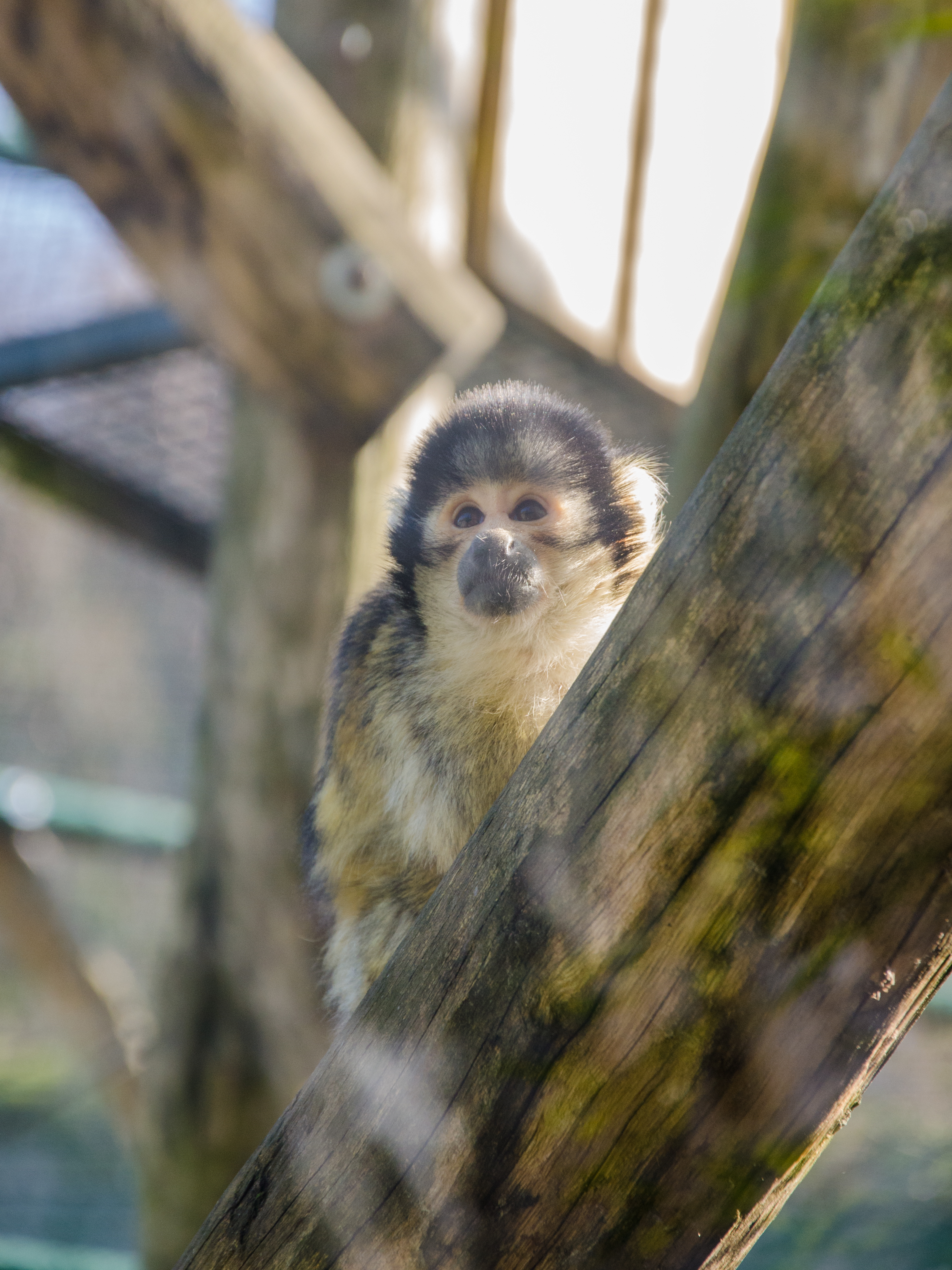
Saïmari à tête noire
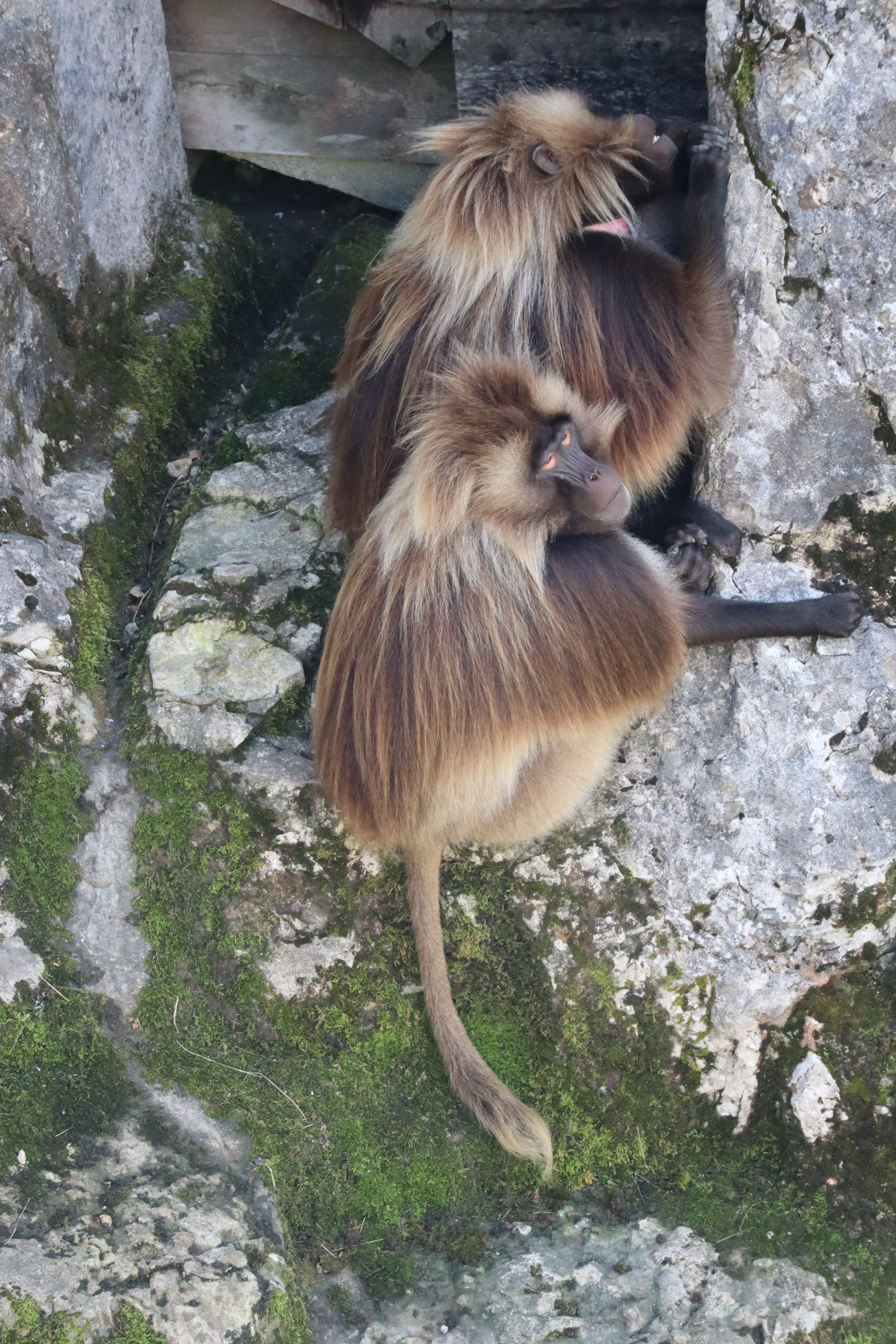
Géladas
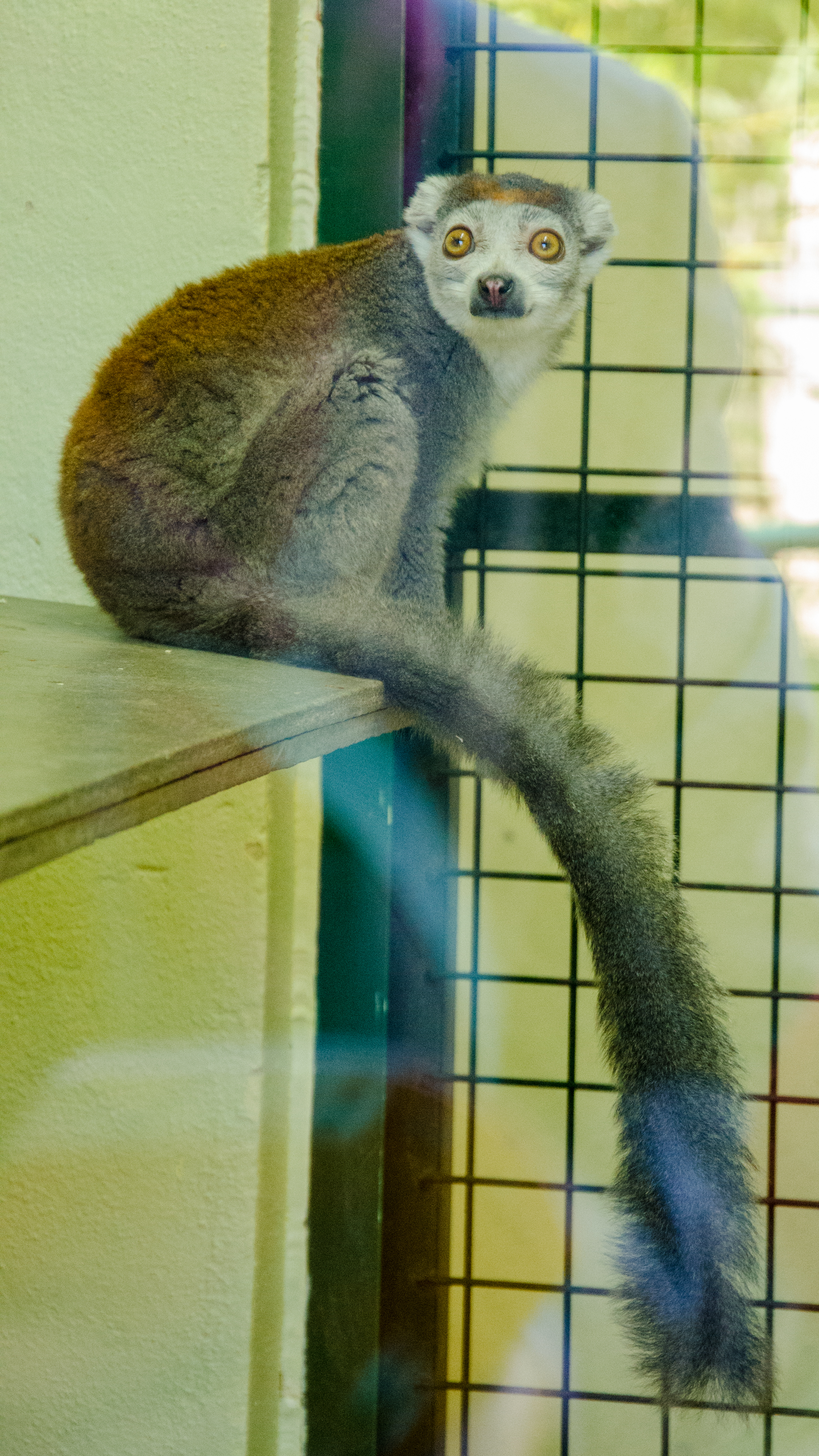
Lémur couronné
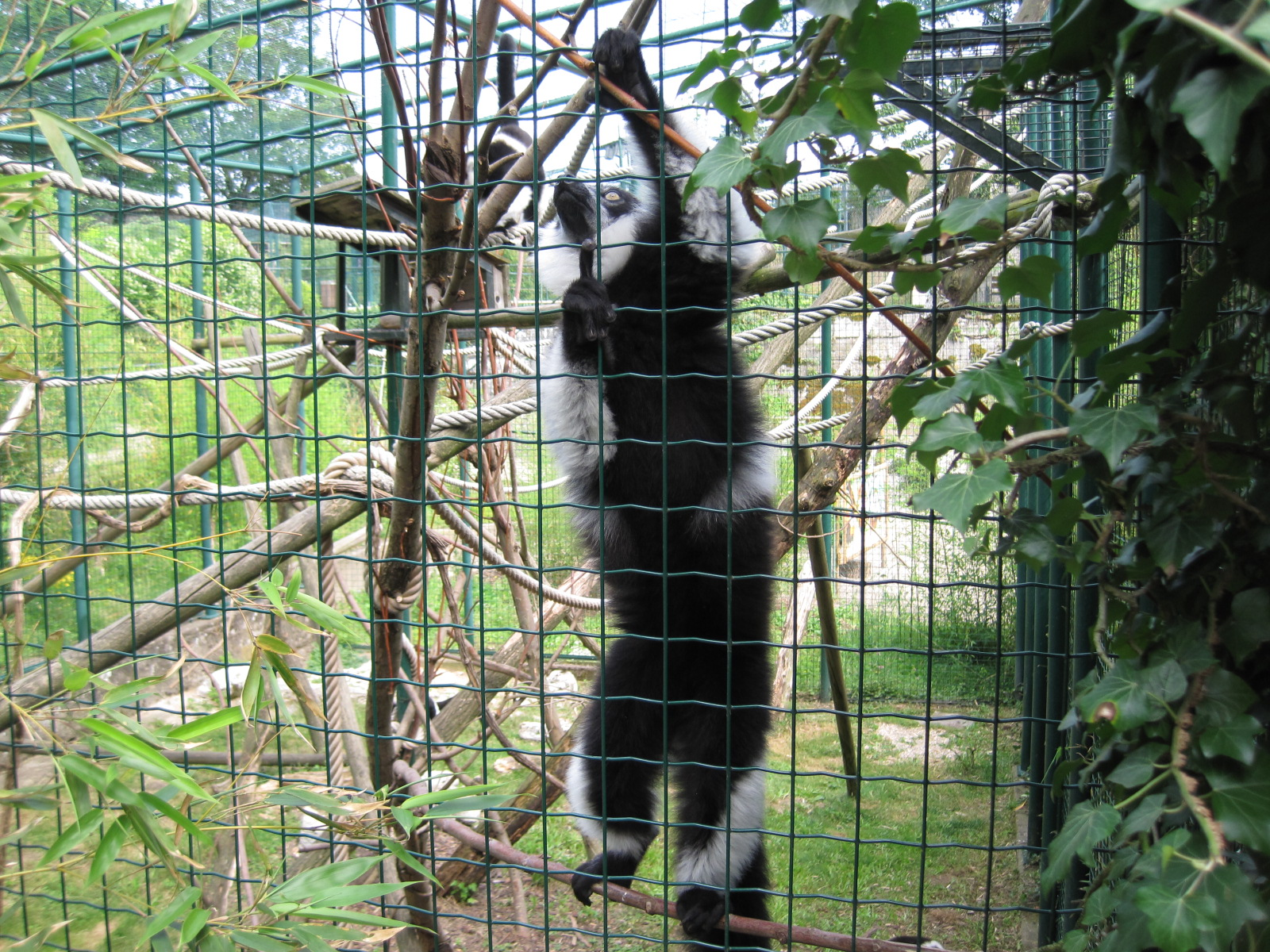
Vari à ceinture blanche
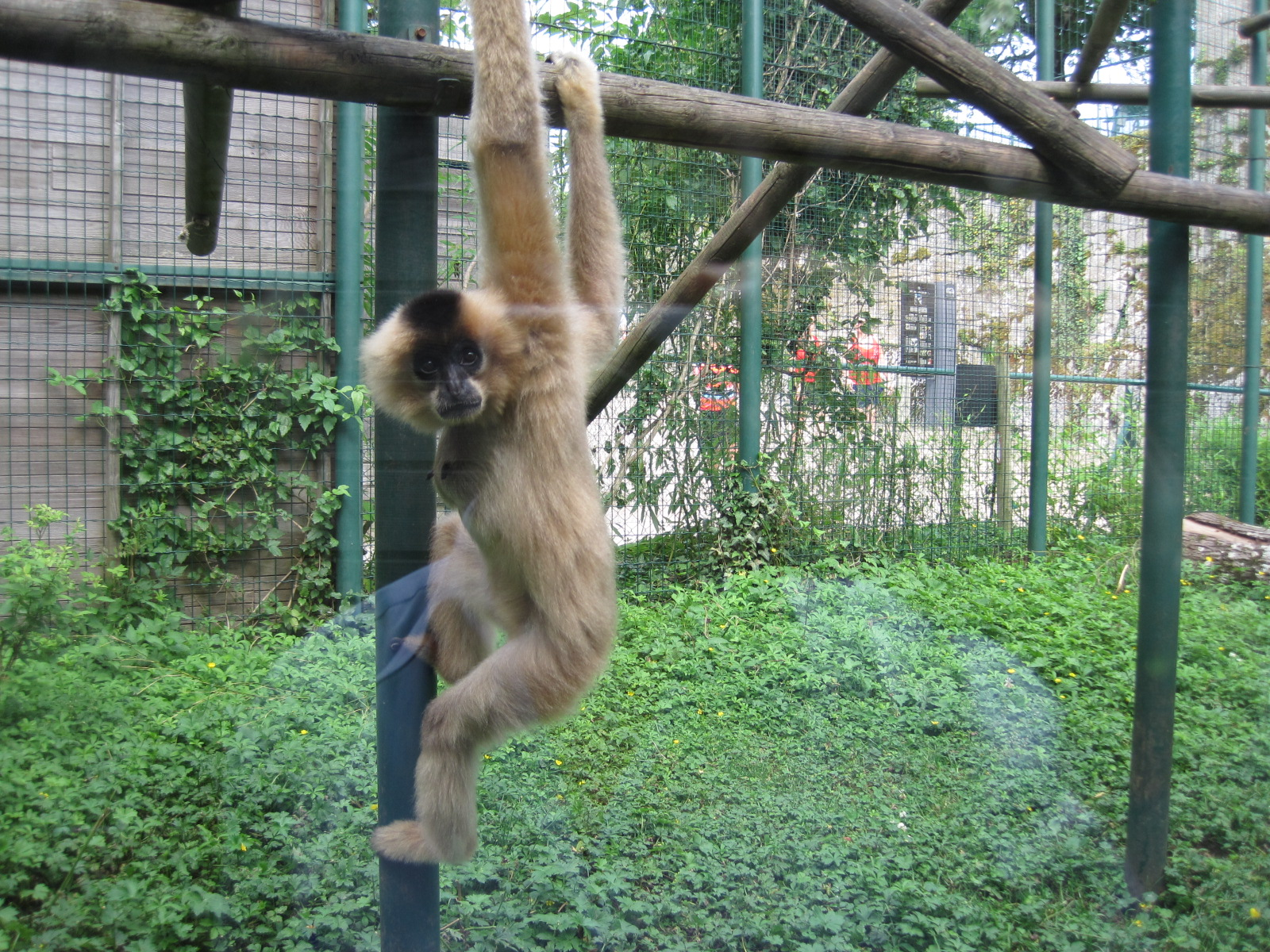
Gibbon à favoris roux
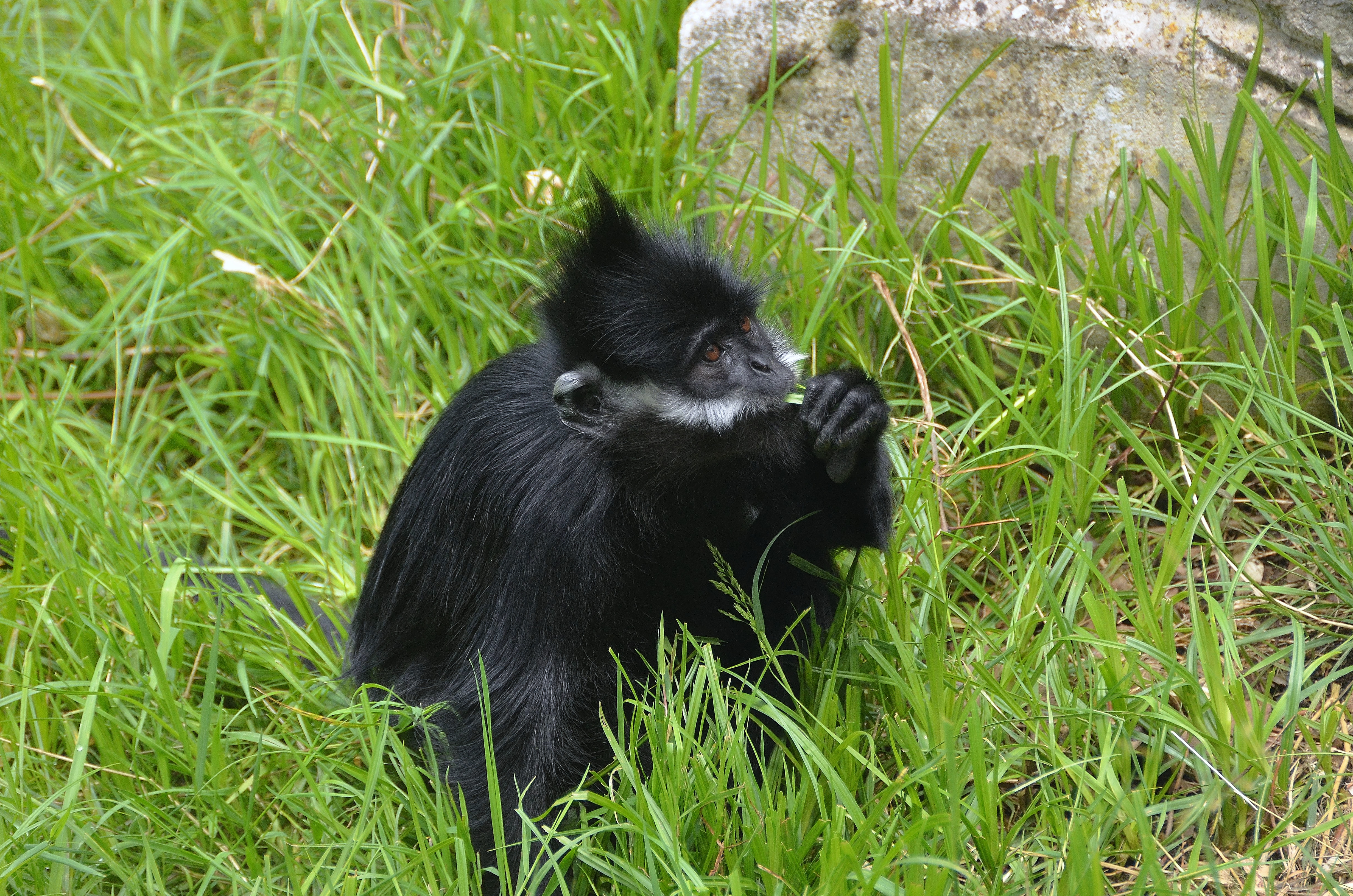
Langur de François

- le secteur des mammifères herbivores et divers : 
  - des caprins : Bouquetin de Nubie, Mouflon à manchettes et Urial de Boukhara ;
  - des ovins : Mouton d'Ouessant ;
  - Agouti d'Azara ; Paresseux à deux doigts ; Tatou à trois bandes du Sud ; Vigogne
  - Biturong (chat-ours) ;
  - Kangourou roux et Wallaby des roches à pattes jaunes

Mammifères herbivores
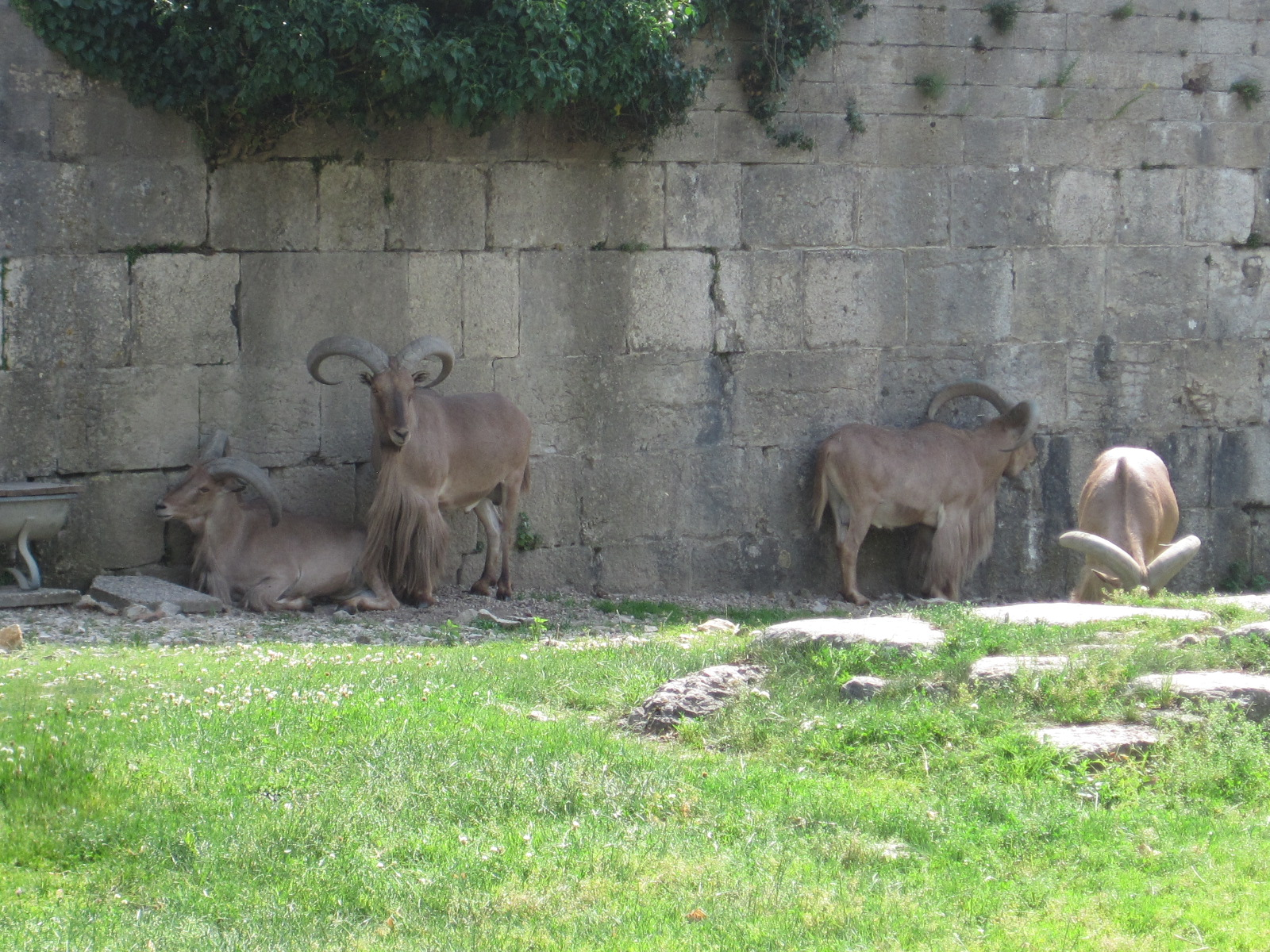
Mouflons à manchettes
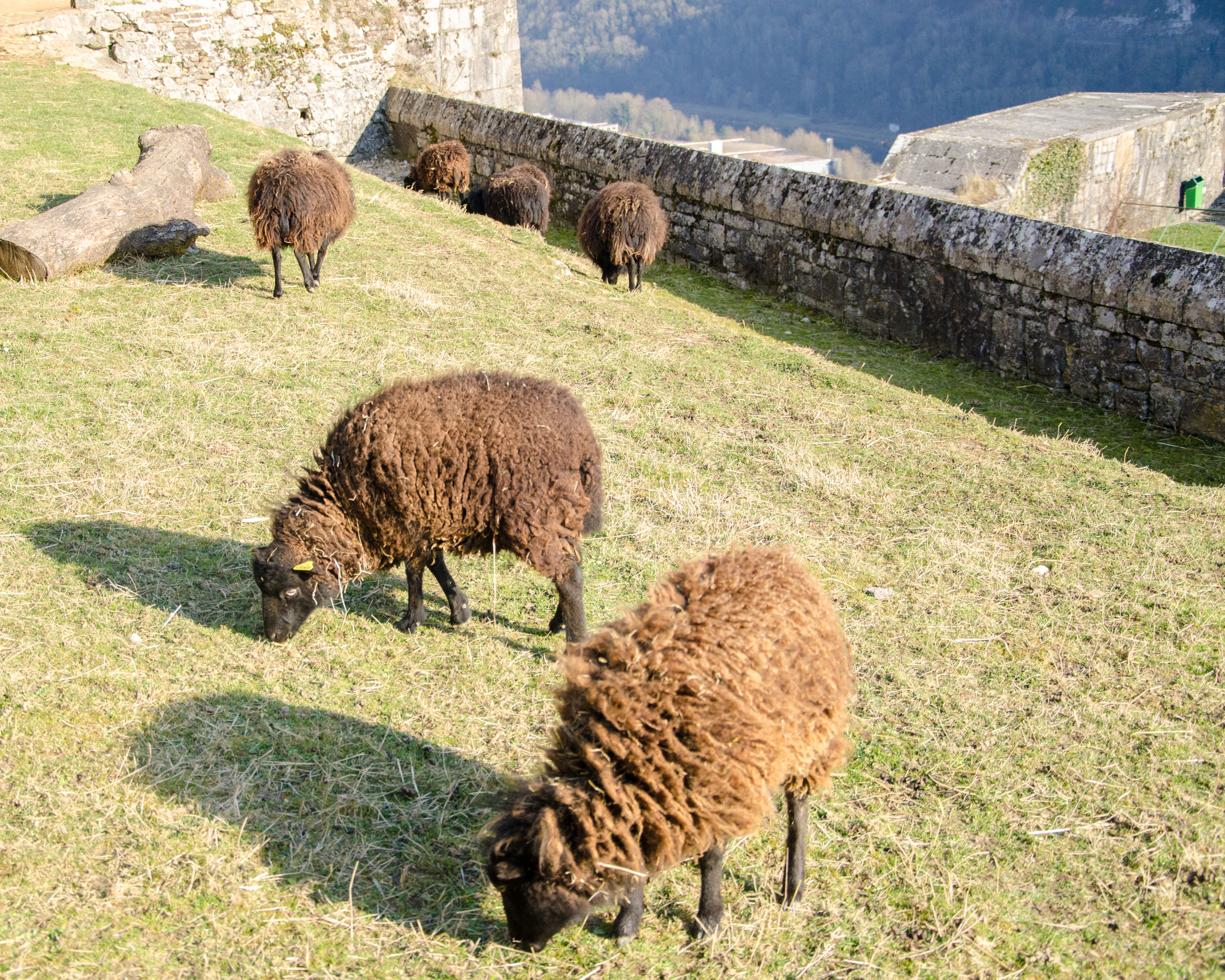
Moutons d'Ouessant
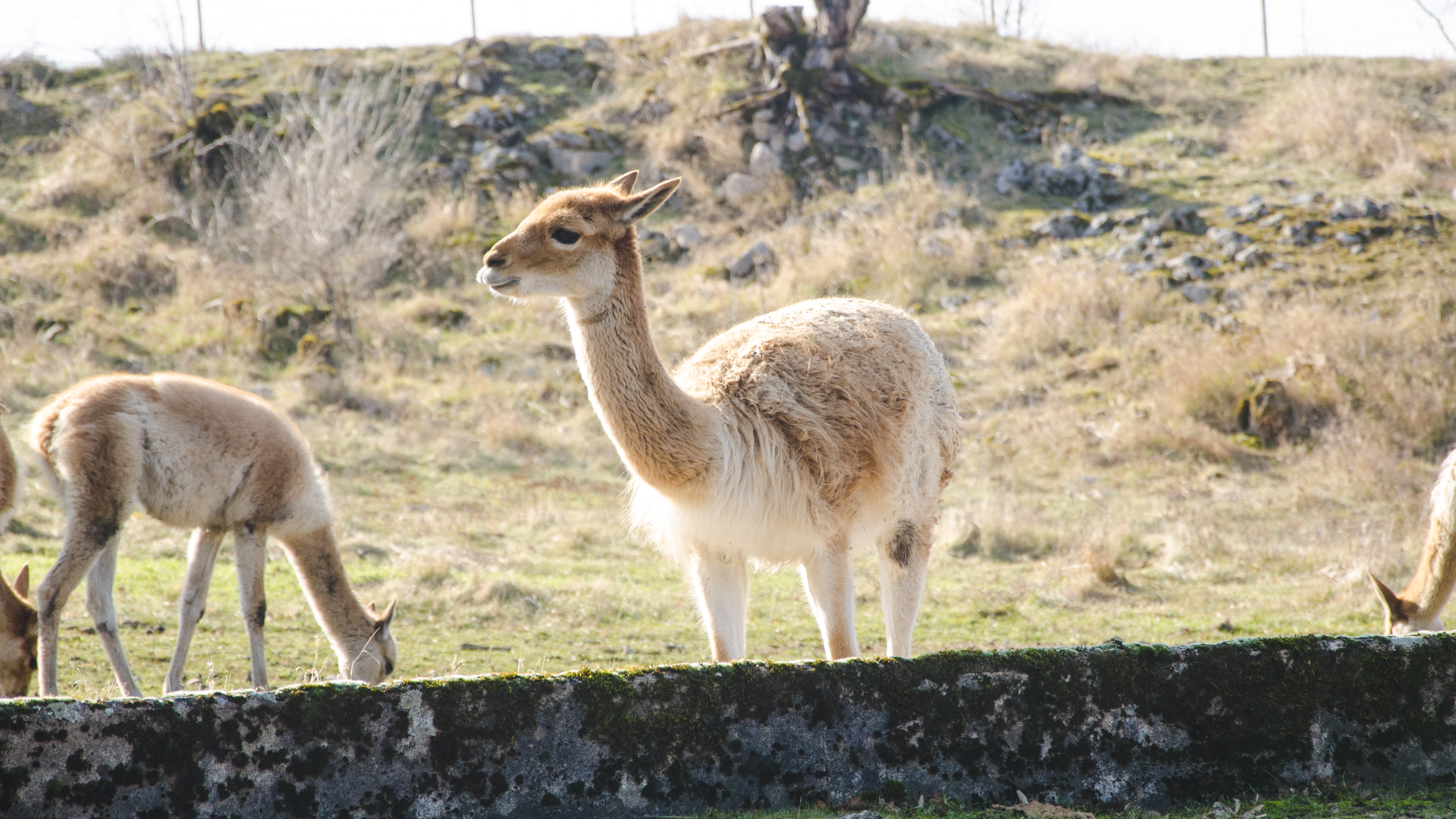
Vigognes
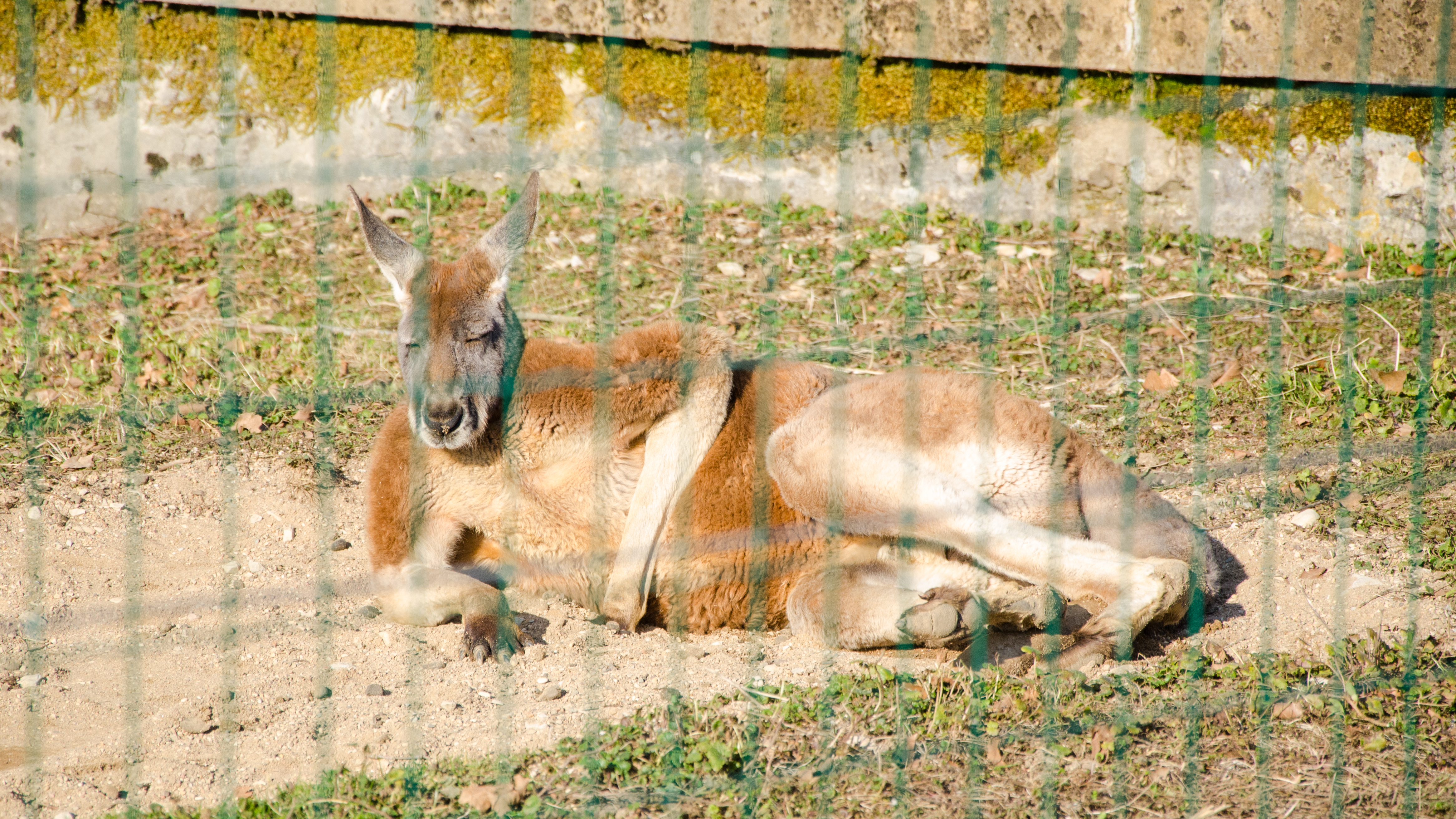
Kangourou roux
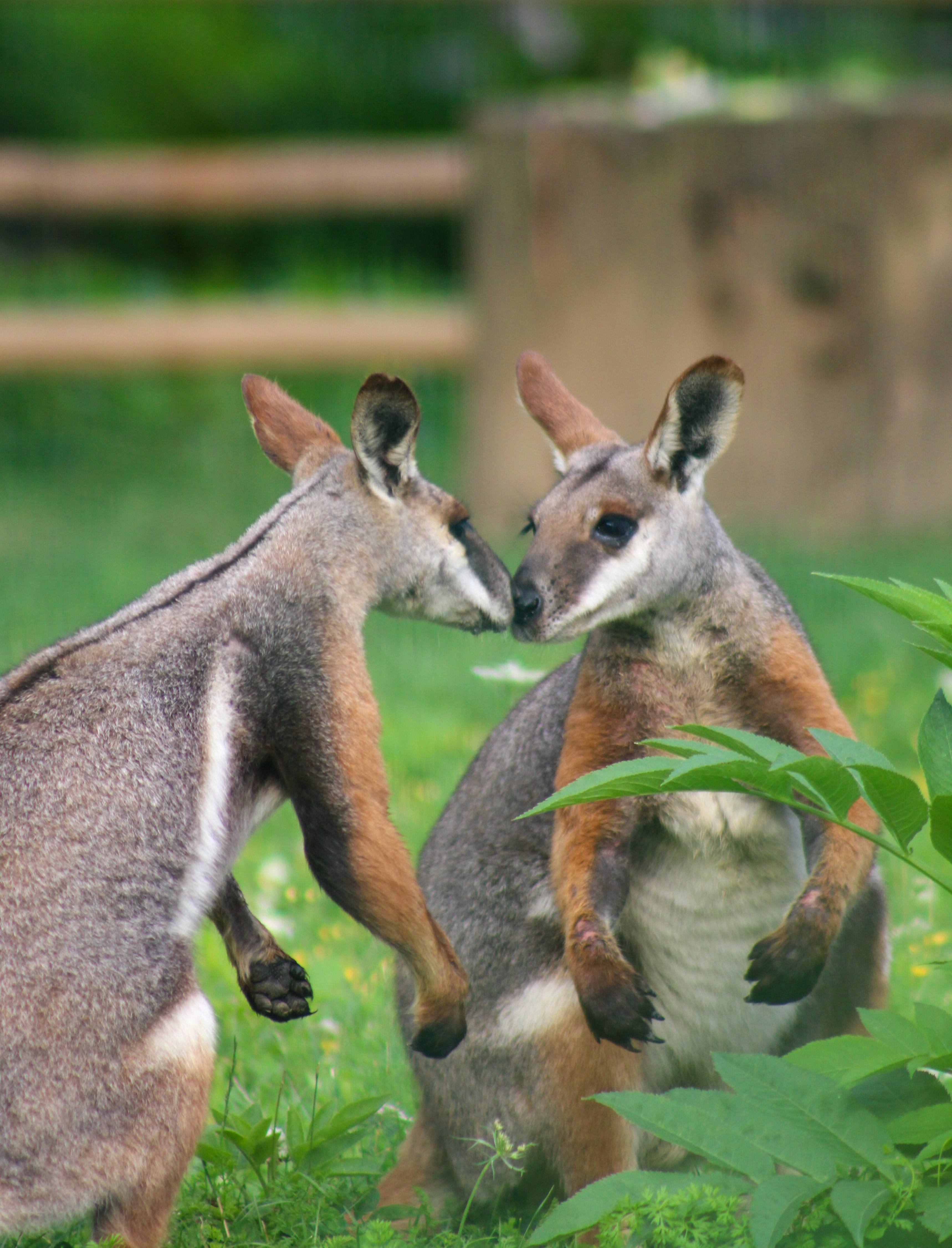
Wallaby des roches à pattes jaunes

- le secteur des oiseaux présente 21 espèces réparties dans différentes volières dont une est accessible au public :
  - Oiseaux d'Amérique du Sud : Ara de Buffon, Conure à poitrine bleue, Ibis rouge, Nandou de Darwin, Spatule rosée ;
  - Oiseaux d'Europe et d'Afrique : Ibis chauve, Pintade de Numibie, Rollier d'Europe, Sarcelle de Bernier ;
  - Oiseaux d'Asie : Calao papou, Eperonnier Napoléon, Etourneau de Rothschild, Paon bleu ;
  - Oiseaux d'Océanie : Kéa, Martin-chasseur à ailes bleues, Otidiphaps nobile.

Oiseaux
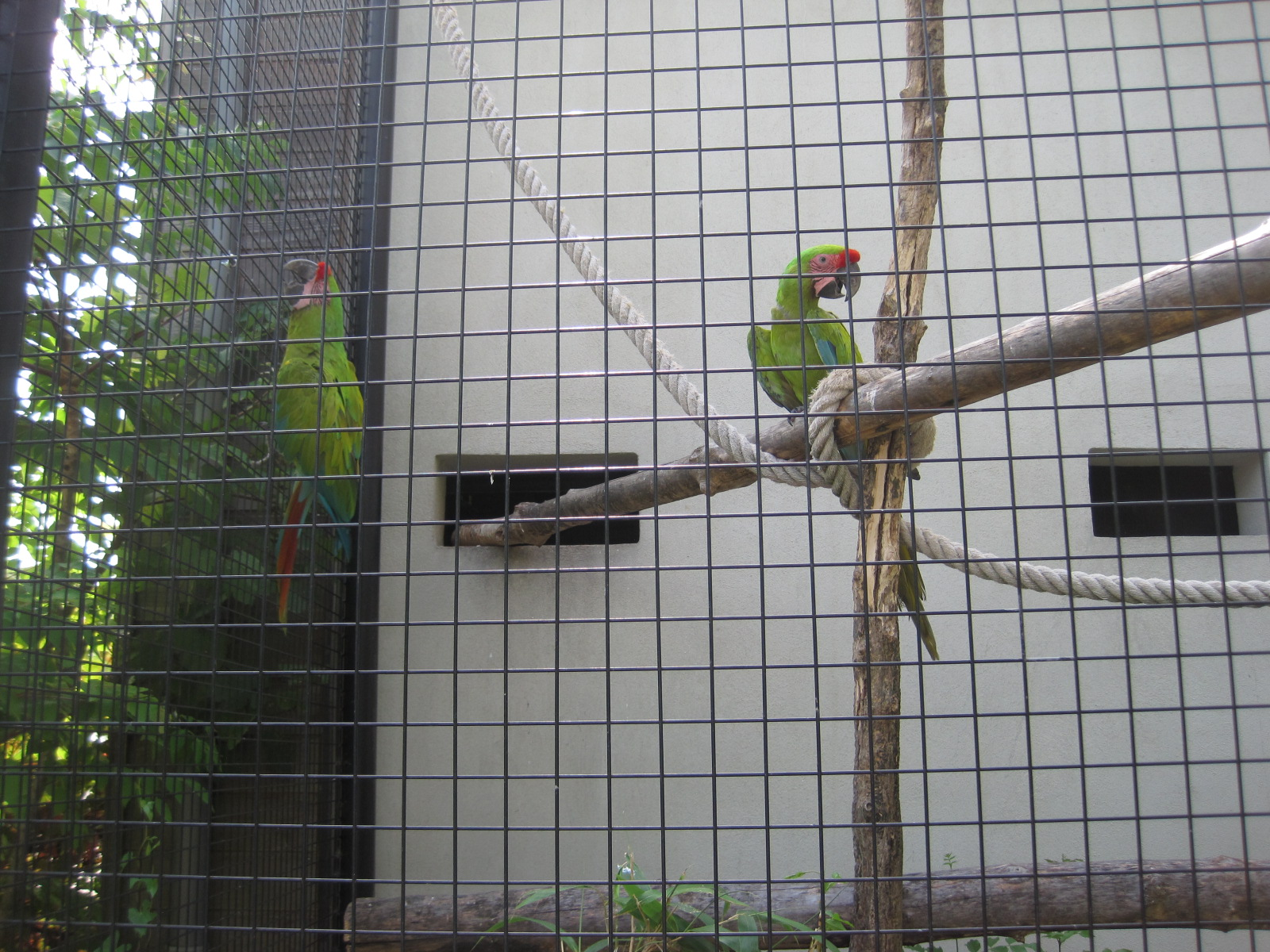
Aras de Buffon
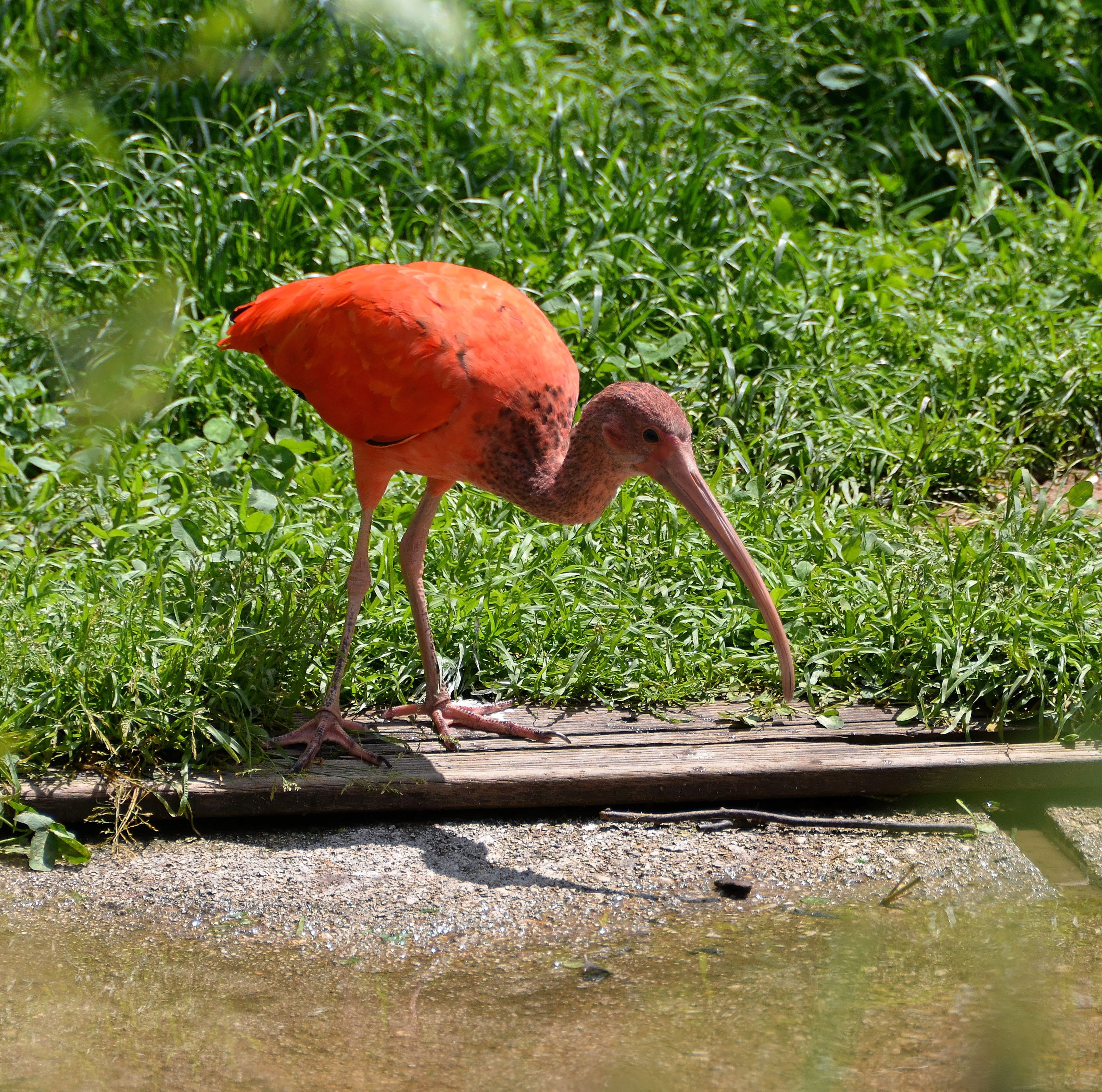
Ibis rouge
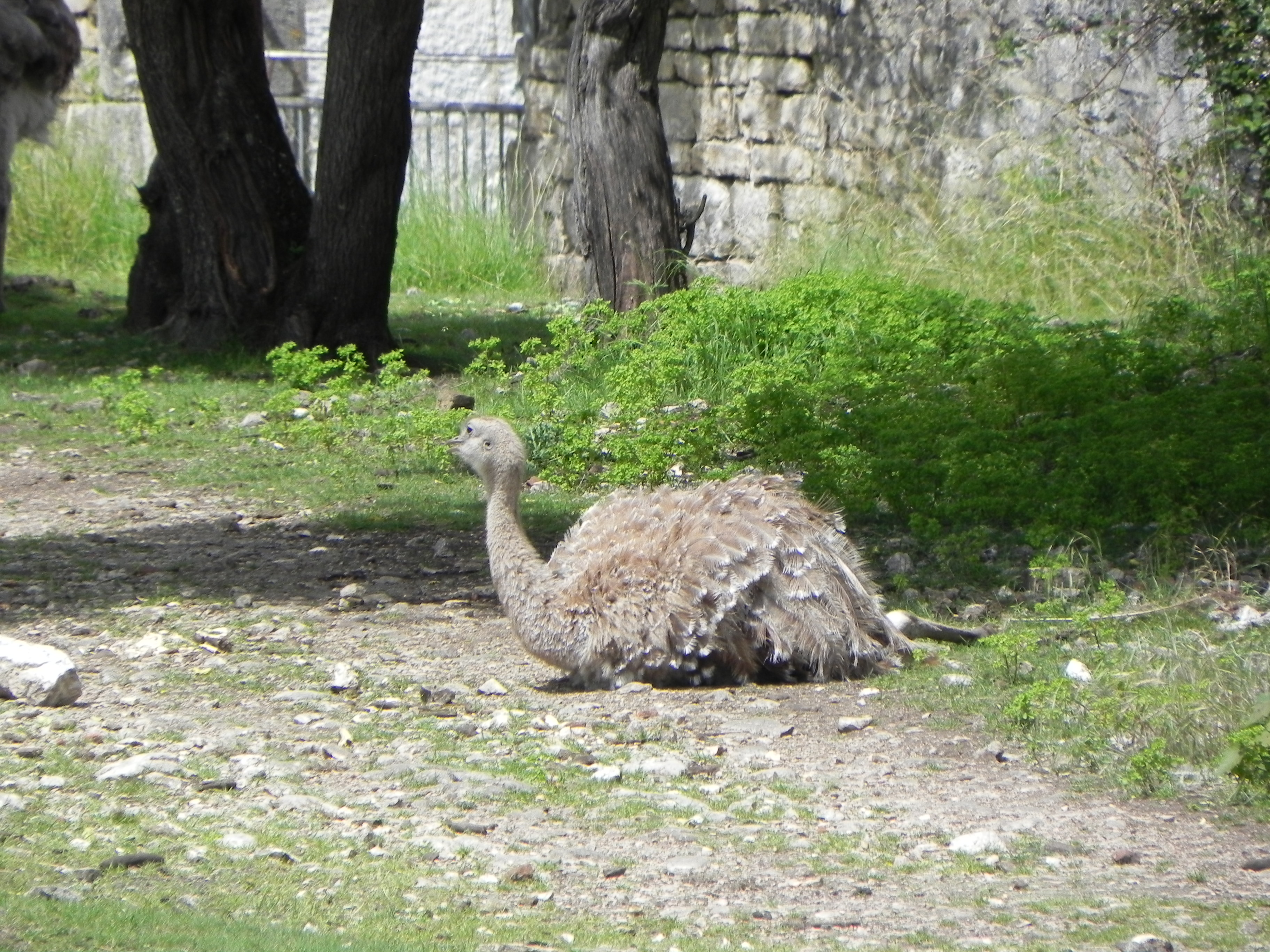
Nandou de Darwin
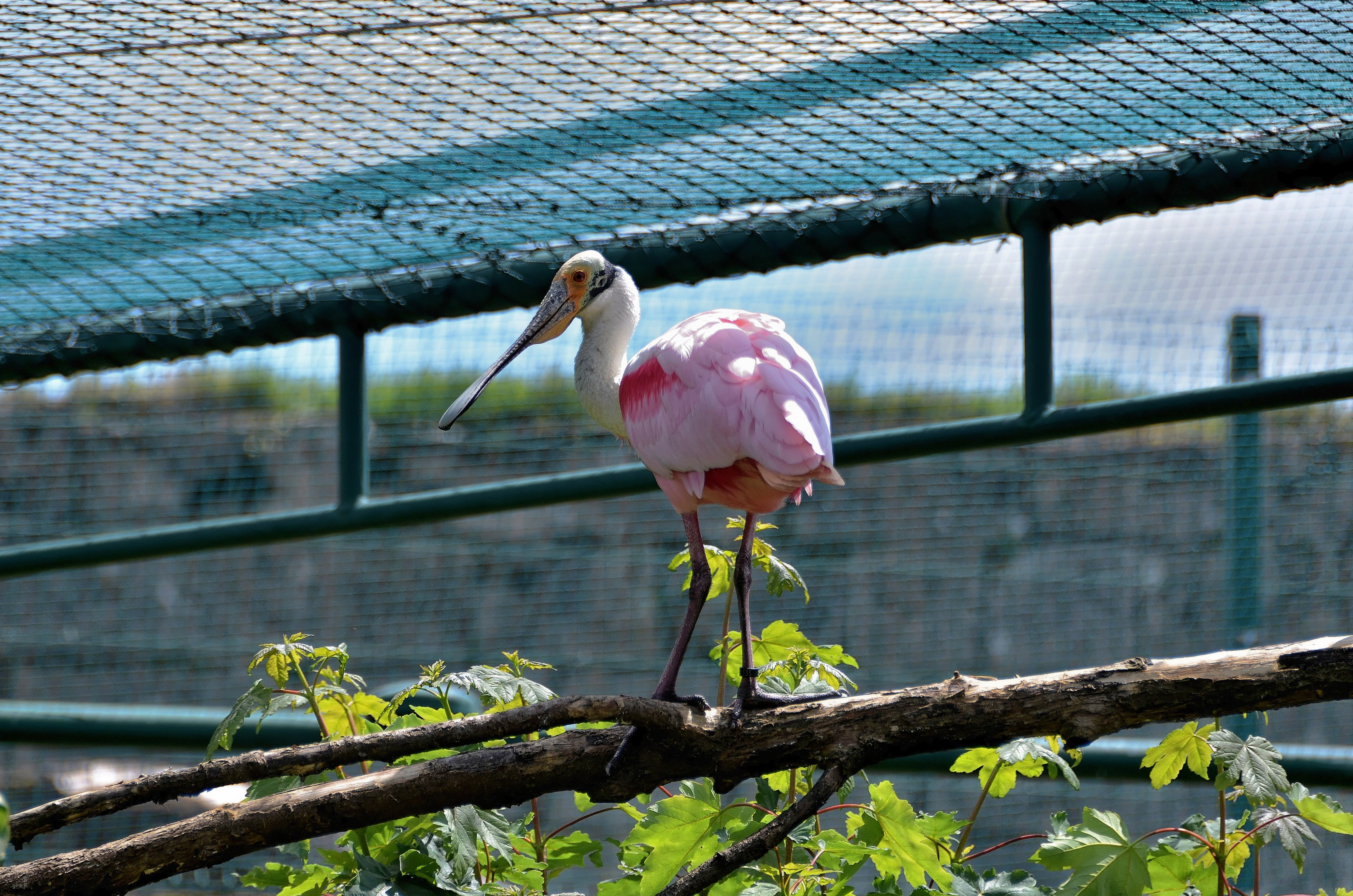
Spatule rosée
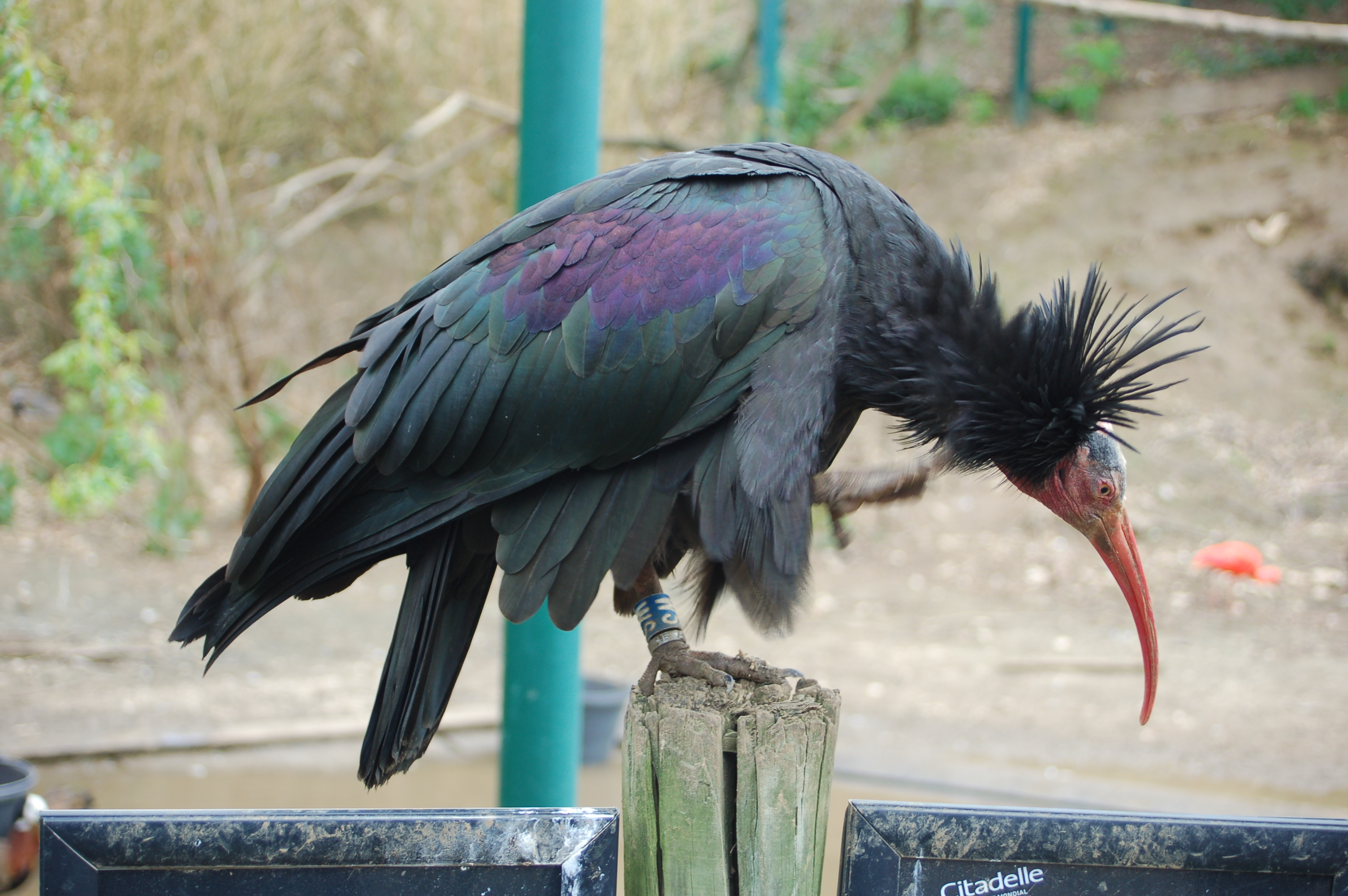
Ibis chauve
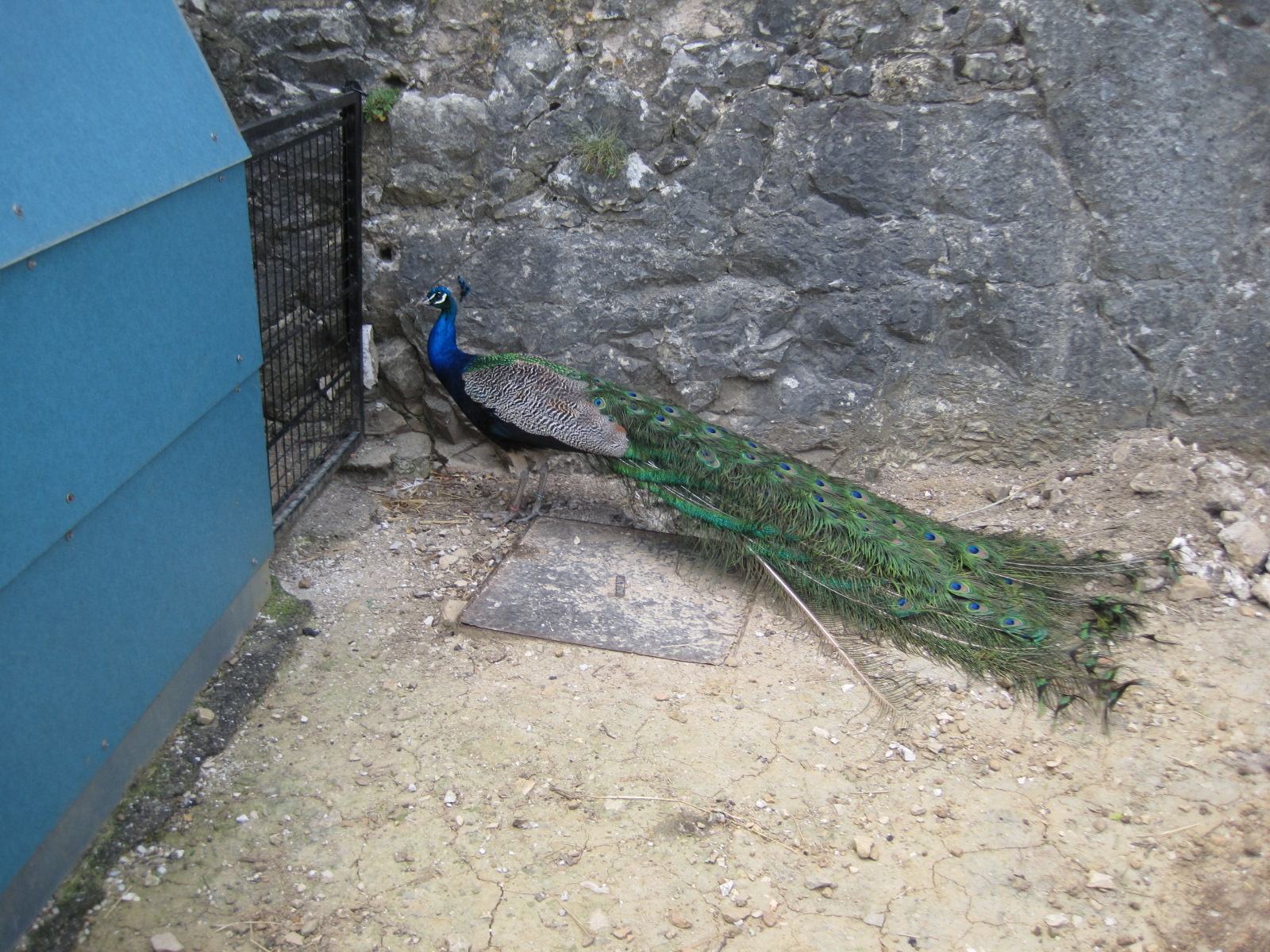
Paon bleu

### La «p’tite ferme»
La « P’tite ferme » est héberge des animaux domestiques de petite taille dont certains évoluent en liberté. Le public peut circuler au milieu des chèvres naines, cochons d'Inde (cobayes), lapins nains, lapins chèvres, dindons, cailles domestiques, canard coureur indien, et poules, poules de soie, poules de Pékin...

### L’insectarium
À l’insectarium, dans l’ancien arsenal de la Citadelle, on élève des insectes et autres arthropodes : abeilles, fourmis, termites, criquets, grillons, phasmes, cétoines, blattes, mygales, scorpions… Du point de vie muséologique, pour donner aux visiteurs l’impression d’être des nains dans une bibliothèque, le décor évoque des “livres” hauts de plus de deux mètres, dont les pages grandes ouvertes recèlent quantité de vivariums.

### Le noctarium

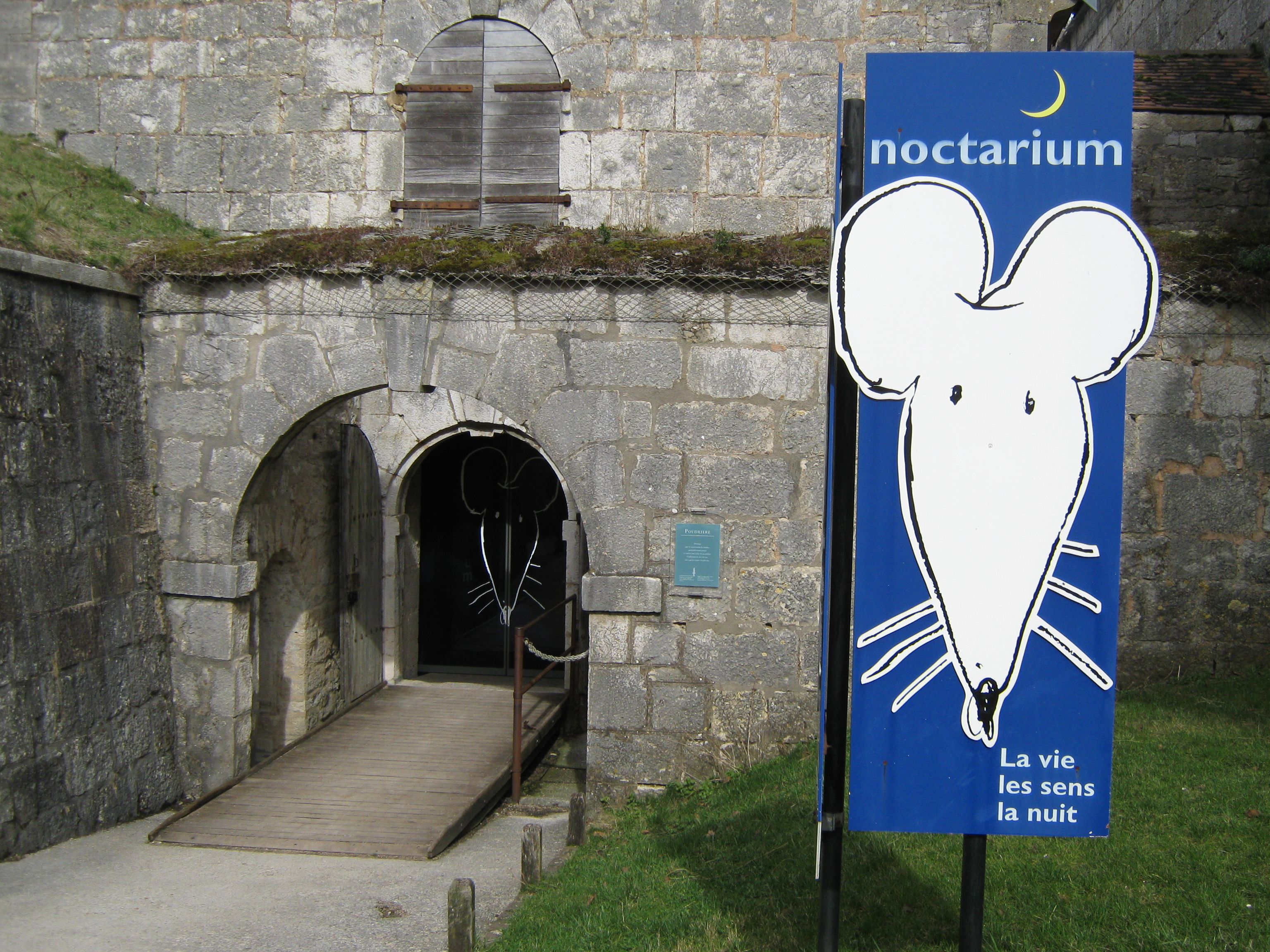

Dans l’ancienne poudrière du « Front de Secours », grâce à une inversion du cycle jour-nuit, on peut surprendre la vie nocturne de dizaines de petits mammifères de France. Après quelques minutes d’adaptation à l’obscurité et de patience pour débusquer les locataires du « Noctarium », le public découvre tour à tour les petits mammifères des champs, vergers et forêts (campagnol roussâtre, lérot commun, loir gris, mulot à collier blanc, rat des moissons ) et des villes (rat brun et rat noir, souris grise).

### L’aquarium écologique
Installé au sein du “Petit arsenal” depuis 1975, l’aquarium écologique a été transformé en 1995. Son aménagement constitue un exemple d’intégration de l’architecture contemporaine dans un monument historique.
Deux grands types d’écosystèmes sont à découvrir :
- celui des eaux vives qui est illustré par une reconstitution schématique de la rivière Doubs en coupe. Une exposition didactique et un diaporama complètent les aquariums ;
- celui des eaux stagnantes avec leurs ceintures de végétation et un « bassin de contact » qui permet aux petits, et aux grands, de toucher carpes cuir et carpes koï colorées.

### Parcours de l’évolution

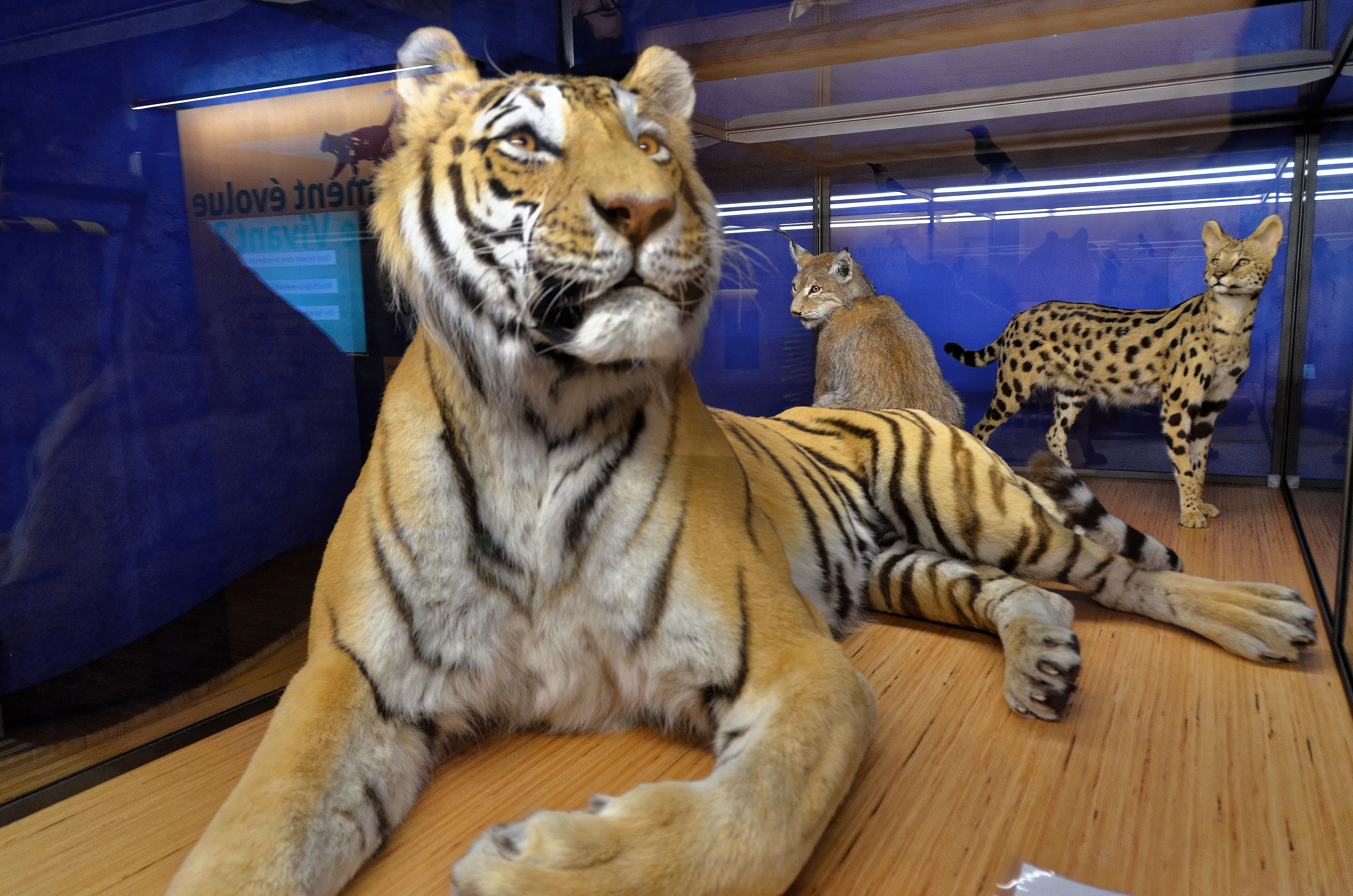
Félins naturalisés

Le « Parcours de l’évolution » montre les principales phases de l’évolution du monde animal grâce à des collections naturalisées et ostéologiques provenant en grande partie de l’Université de Franche-Comté. Le public découvre l’histoire évolutive des vertébrés, depuis les premiers poissons jusqu’aux mammifères et aux oiseaux.

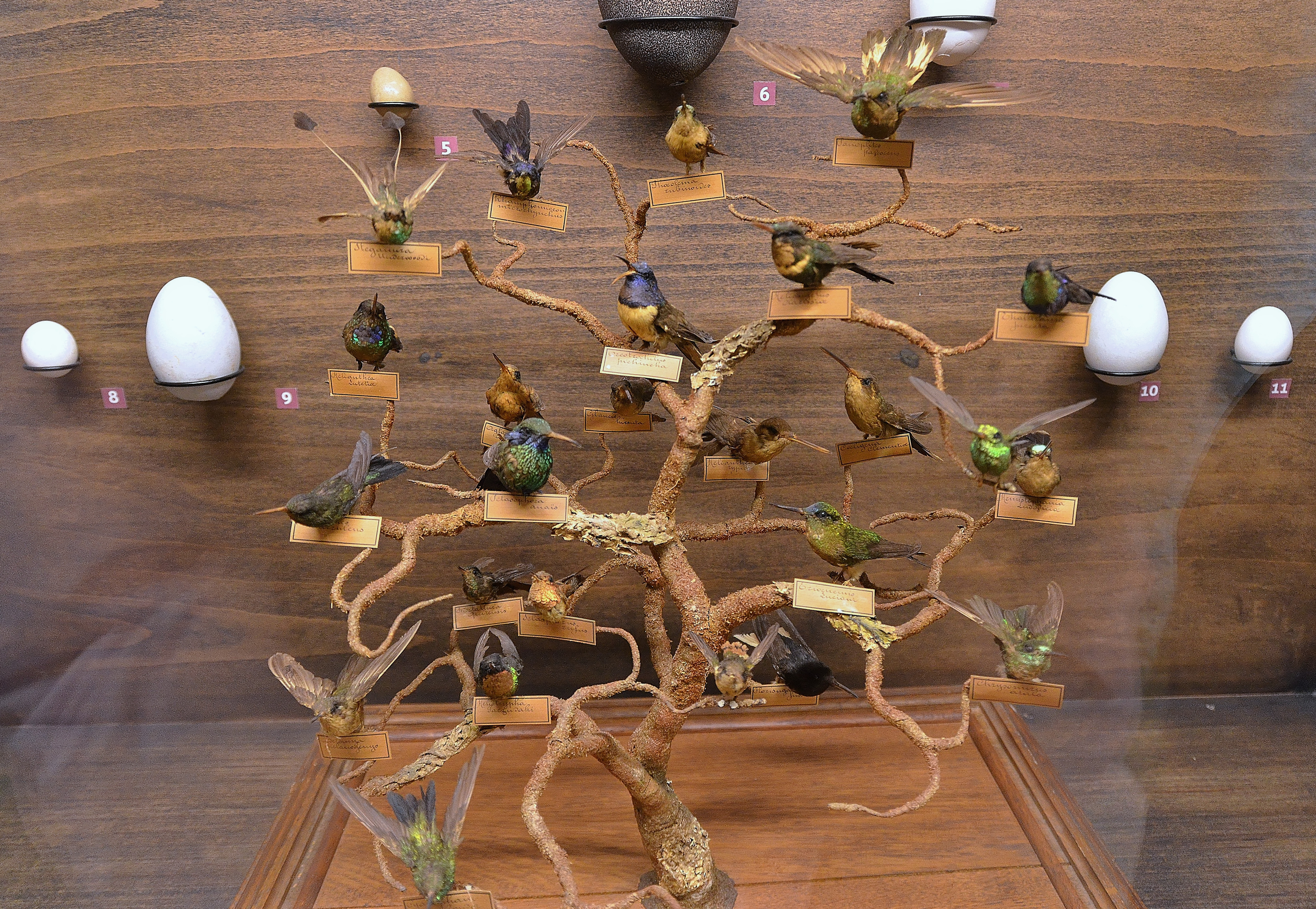
Oiseaux naturalisés

## Fréquentation
Sa fréquentation exacte n'est pas connue car les tickets d'entrée sont valables pour l'ensemble des musées de la Citadelle. La fréquentation de celle-ci était de 270 264 visiteurs en 2016.